# Paul Gachet portréja
Paul Gachet portréja (Le Docteur Paul Gachet) Vincent van Gogh alkotása, amely életének utolsó évében, 1890-ben készült.
A festmény modellje Paul Gachet, a képzőművészetért rajongó, maga is alkotó orvos. Gachet ismeretségben volt kora legjobb impresszionista festőivel, Édouard Manet-val, Pierre-Auguste Renoirral, Claude Monet-val és Paul Cezanne-nal. Ennek köszönhetően küldte hozzá testvérét Theo van Gogh, minután Vincent van Gogh elhagyta a saint-rémyi kórházat, ahova öncsonkítása után került.
Van Gogh életének utolsó szakaszában különösen intenzíven dolgozott, ekkor keletkezett a kép. Az orvost melankolikus pózban örökítette meg a festő, hideg színeket használva. Az asztalon gyűszűvirágok hevernek.
A kép első tulajdonosa a modell, Paul Gachet volt, tőle gyermekei, Paul és Marguerite örökölte a festményt. 1949-ben a francia államnak adományozták. 1949 és 1986 között a párizsi Jeu de Paume galériában volt kiállítva, majd a Musée d’Orsay gyűjteményének része lett.